# Piotr Dobrowolski (politolog)
Piotr Dobrowolski (ur. 26 kwietnia 1938 w Borowinie, zm. 6 sierpnia 2005 w Katowicach) – polski politolog, profesor zwyczajny dr hab. nauk politycznych, nauczyciel akademicki Wydziału Nauk Społecznych Uniwersytetu Śląskiego w Katowicach i prodziekan tegoż wydziału, członek Komitetu Nauk Politycznych Polskiej Akademii Nauk oraz zespołu ekspertów przy Ministerstwie Edukacji Narodowej. Jest autorem publikacji i opracowań z dziedziny stosunków polsko-niemieckich, historii Górnego Śląska. Po jego śmierci Polskie Towarzystwo Nauk Politycznych ustanowiło konkurs o Nagrodę im. prof. Piotra Dobrowolskiego.

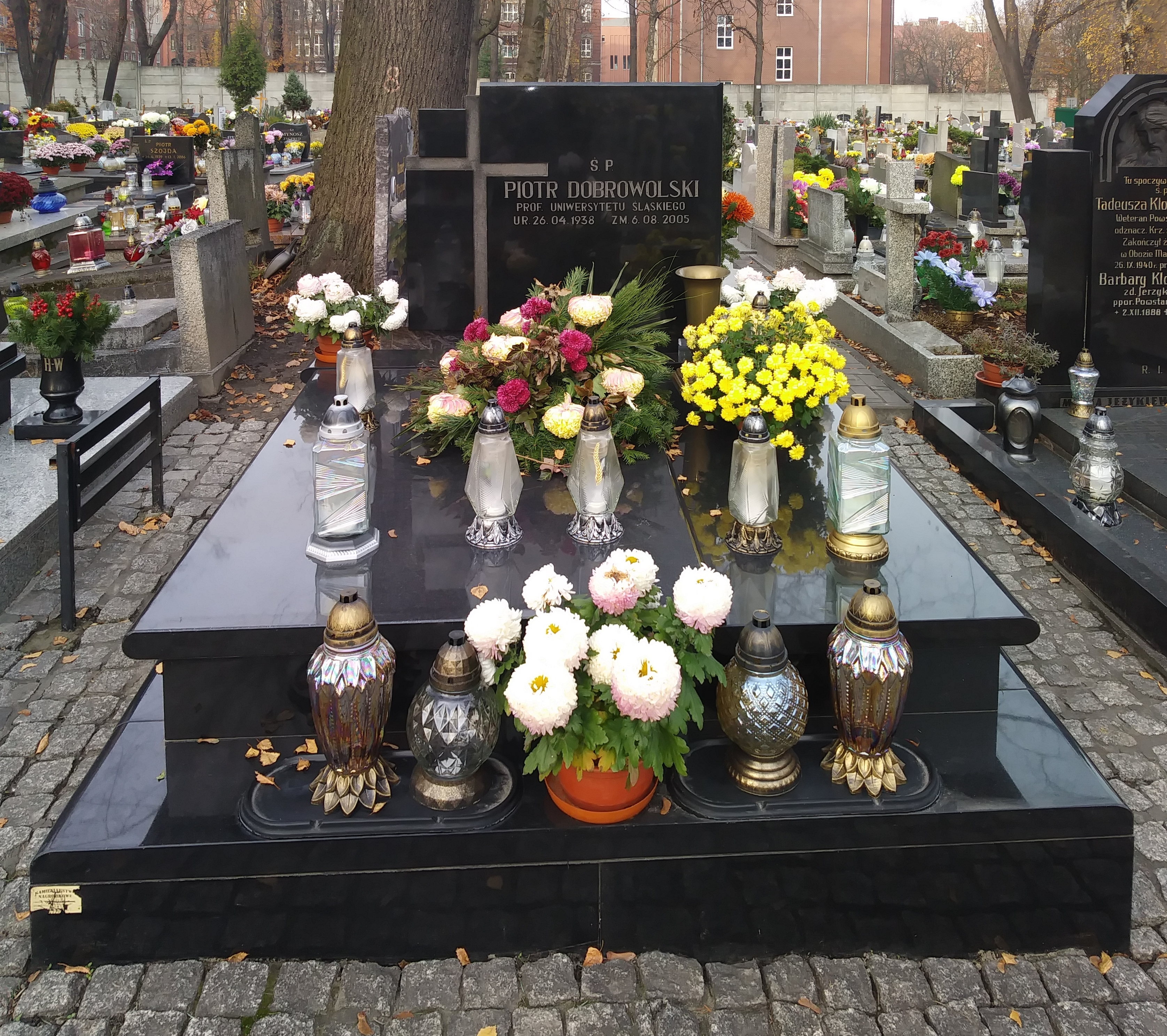
Grób prof. Piotra Dobrowolskiego na cmentarzu przy ul. Francuskiej w Katowicach

## Odznaczenia
- Krzyż Kawalerski Orderu Odrodzenia Polski
- Srebrny Krzyż Zasługi
- Złota Odznaka im. Janka Krasickiego